# اچ‌ام‌اس چلتنهام
اچ‌ام‌اس چلتنهام (به انگلیسی: HMS Cheltenham) یک کشتی بود که طول آن ۲۳۵ فوت (۷۲ متر) بود. این کشتی در سال ۱۹۱۶ ساخته شد.